# (14926) Hoshide
(14926) Hoshide est un astéroïde de la ceinture principale.

## Description
(14926) Hoshide est un astéroïde de la ceinture principale. Il fut découvert le 4 novembre 1994 à Kitami par Kin Endate et Kazuro Watanabe. Il présente une orbite caractérisée par un demi-grand axe de 2,31 UA, une excentricité de 0,23 et une inclinaison de 4,0° par rapport à l'écliptique.

## Compléments